# Streifenhyäne
Die Streifenhyäne (Hyaena hyaena) ist eine Raubtierart aus der Familie der Hyänen (Hyaenidae). Sie ist an ihrem gestreiften Fell zu erkennen und der einzige Vertreter ihrer Familie, der nicht nur in Afrika, sondern auch im westlichen und südlichen Asien vorkommt. Sie ist nachtaktiv und kann sowohl einzelgängerisch als auch in kleinen Gruppen leben. Ihre Nahrung besteht vorwiegend aus dem Aas größerer Tiere, daneben frisst sie auch selbst erlegte Kleintiere und pflanzliches Material. Aufgrund der Bejagung und anderer Faktoren sind die Bestände rückläufig.

## Merkmale

### Allgemeiner Körperbau und Fell
Die Streifenhyäne ist die kleinste der drei Eigentlichen Hyänen, aber deutlich größer als die vierte Hyänenart, der Erdwolf, mit dem sie äußerliche Merkmale wie das gestreifte Fell teilt. Sie erreicht eine Kopfrumpflänge von 100 bis 115 Zentimetern, wozu noch ein 30 bis 40 Zentimeter langer Schwanz kommt. Die Schulterhöhe beträgt 66 bis 75 Zentimeter, das Gewicht variiert zwischen 26 und 41 Kilogramm. Es gibt keinen signifikanten Sexualdimorphismus hinsichtlich der Größe, das heißt, dass Männchen und Weibchen annähernd gleich groß sind. Allerdings sind die Tiere im Norden des Verbreitungsgebietes geringfügig größer als Tiere im Süden.
Das Fell ist relativ lang und erweckt einen zotteligen Eindruck. Der Schwanz ist buschig. Eine graue oder gelbgraue Mähne erstreckt sich von den Ohren entlang des Rückens bis zum Schwanz. Die Mähne kann aufgerichtet werden, wodurch das Tier deutlich größer wirkt. Mit bis zu 20 Zentimeter langen Haaren an den Schultern haben Streifenhyänen die längste Mähne aller Hyänen. Die Grundfärbung des Fells ist hellgrau bis gelbgrau, an den Flanken verlaufen fünf bis neun schwarze Streifen, die manchmal nur undeutlich zu sehen sind. An den Beinen befinden sich mehrere deutlicher sichtbare Querstreifen. Die Schnauze ist schwarz, ebenso der Kehlfleck und zwei Streifen an den Wangen.
Wie alle Hyänen sind Streifenhyänen digitigrad (Zehengänger). Die Vorderbeine sind länger als die Hinterbeine, was den für diese Tiergruppe typischen fallenden Rücken bedingt. Die Vorder- und die Hinterpfoten enden jeweils in vier Zehen, die mit stumpfen, nicht einziehbaren Krallen versehen sind.
Streifenhyänen haben eine gut entwickelte Analdrüse, deren Sekret zur Reviermarkierung eingesetzt wird. Die Weibchen haben zwei oder drei Paar Zitzen – wenn drei Paare vorhanden sind, sind nur die hinteren beiden Paare funktionell. Den Männchen fehlt wie bei allen Hyänen der Penisknochen. Ähnlich der Tüpfelhyäne zeigen Streifenhyänen Besonderheiten im Bau des Genitaltraktes, allerdings nur bei heranwachsenden Tieren. Junge Weibchen haben aufgewölbte Schamlippen vor der Vagina, diese Wölbungen sind unbehaart, dunkel und rau. Bei den jungen Männchen befinden sich weiche, unbehaarte Hautfalten vor dem Hodensack. Im Gegensatz zur Tüpfelhyäne sind diese Formen aber nicht so ausgeprägt, als dass das Geschlecht nicht mehr bestimmt werden könnte. Diese Wölbungen sind nur in den ersten zwei Lebensjahren sichtbar, ausgewachsene Tiere zeigen einen unauffälligen Bau der Genitalien.

### Kopf und Zähne
Der Bau des Schädels und der Zähne der Streifenhyäne gleicht dem der anderen Eigentlichen Hyänen. Der Nacken und die Schultern sind massiv und kräftig. Der Kopf ist rundlich, die unbehaarte Schnauze breit gebaut. Die Augen weisen als Anpassung an die nachtaktive Lebensweise ein Tapetum lucidum auf, die Ohren sind lang und zugespitzt. Die Kiefer sind kräftig, die starke Kiefermuskulatur, insbesondere der Musculus temporalis hat einen hohen Sagittalkamm am Schädel als Ansatzstelle.
Die Zahnformel lautet I 3/3 – C 1/1 – P 4/3 M 1/1, insgesamt haben sie also 34 Zähne. Die Schneidezähne sind unauffällig, ebenso die Eckzähne. Die an das Aufbrechen von Knochen angepassten Prämolaren sind hingegen vergrößert und kräftig gebaut. Sie weisen eine komplexe Struktur des Zahnschmelzes auf, was ein Zerbrechen der Zähne verhindert. Vor allem der dritte obere und der dritte untere Prämolar werden für das Aufbrechen von Knochen verwendet. Der vierte obere Prämolar und der untere Molar sind wie bei allen Landraubtieren zu Reißzähnen entwickelt; diese Zähne sind klingenförmig gebaut und dienen dem Zerschneiden von Fleisch.

## Verbreitung und Lebensraum

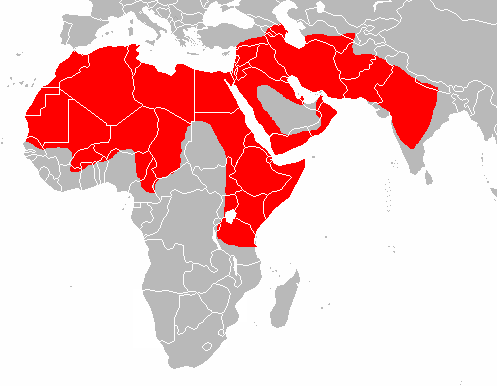
Ungefähre Verbreitungskarte der Streifenhyäne – ihr Verbreitungsgebiet ist bruchstückhaft, mancherorts ist sie vermutlich ausgestorben

Streifenhyänen haben das nördlichste Verbreitungsgebiet aller Hyänen und zugleich das einzige, das sich nicht nur auf Afrika beschränkt, sondern auch Teile Asiens umfasst.
In Afrika reicht ihr Verbreitungsgebiet vom Norden des Kontinents bis in die Sahelzone, im Osten erstreckt es sich entlang des Niltals bis nach Tansania. In Asien sind sie von der Türkei und der Kaukasus-Region über Teile der Arabischen Halbinsel und Zentralasien bis in das mittlere Indien verbreitet.
Ihre gegenwärtige Verbreitung ist zersplittert und bruchstückhaft, und es gibt zahlreiche isolierte Populationen. Aus einer Reihe von Ländern, namentlich Sudan, Eritrea, Somalia, Katar, Kuwait, Vereinigte Arabische Emirate, Pakistan und Afghanistan, gibt es keine Berichte über Streifenhyänen aus der jüngeren Zeit, möglicherweise sind sie zumindest in einem Teil dieser Länder ausgestorben.
Streifenhyänen bevorzugen offene, trockene Habitate als Lebensraum. Sie kommen häufig in felsigen Bergländern, Halbwüsten oder buschbestandenen Savannen vor. Reine Wüsten meiden sie, besiedeln jedoch beispielsweise die Bergländer im Inneren der Sahara. In Pakistan wurden sie in 3300 Meter Seehöhe gesichtet, im Atlasgebirge und im äthiopischen Hochland in Höhen über 2300 Metern. Sie meiden Gebiete, in denen die Temperatur auf unter −15 bis −20 °C fallen kann und in denen mehr als 80 bis 120 Tage im Jahr Frost herrscht. Sie haben keine Scheu vor Menschen und sind mancherorts in der Nähe von Siedlungen zu finden, etwa beim Flughafen Tel Aviv oder in den Vororten Algiers.
Streifenhyänen sind in ihrem gesamten Verbreitungsgebiet selten und kommen in geringen Populationsdichten vor. Schätzungen aus Afrika belaufen sich auf zwei bis drei ausgewachsene Tiere pro 100 Quadratkilometer.

## Lebensweise
Die Streifenhyäne ist die am wenigsten erforschte der vier lebenden Hyänenarten. Viele Aspekte sind nur durch wenige Beobachtungen bekannt, die sich überdies zum Teil widersprechen.

### Aktivitätszeiten und Sozialverhalten

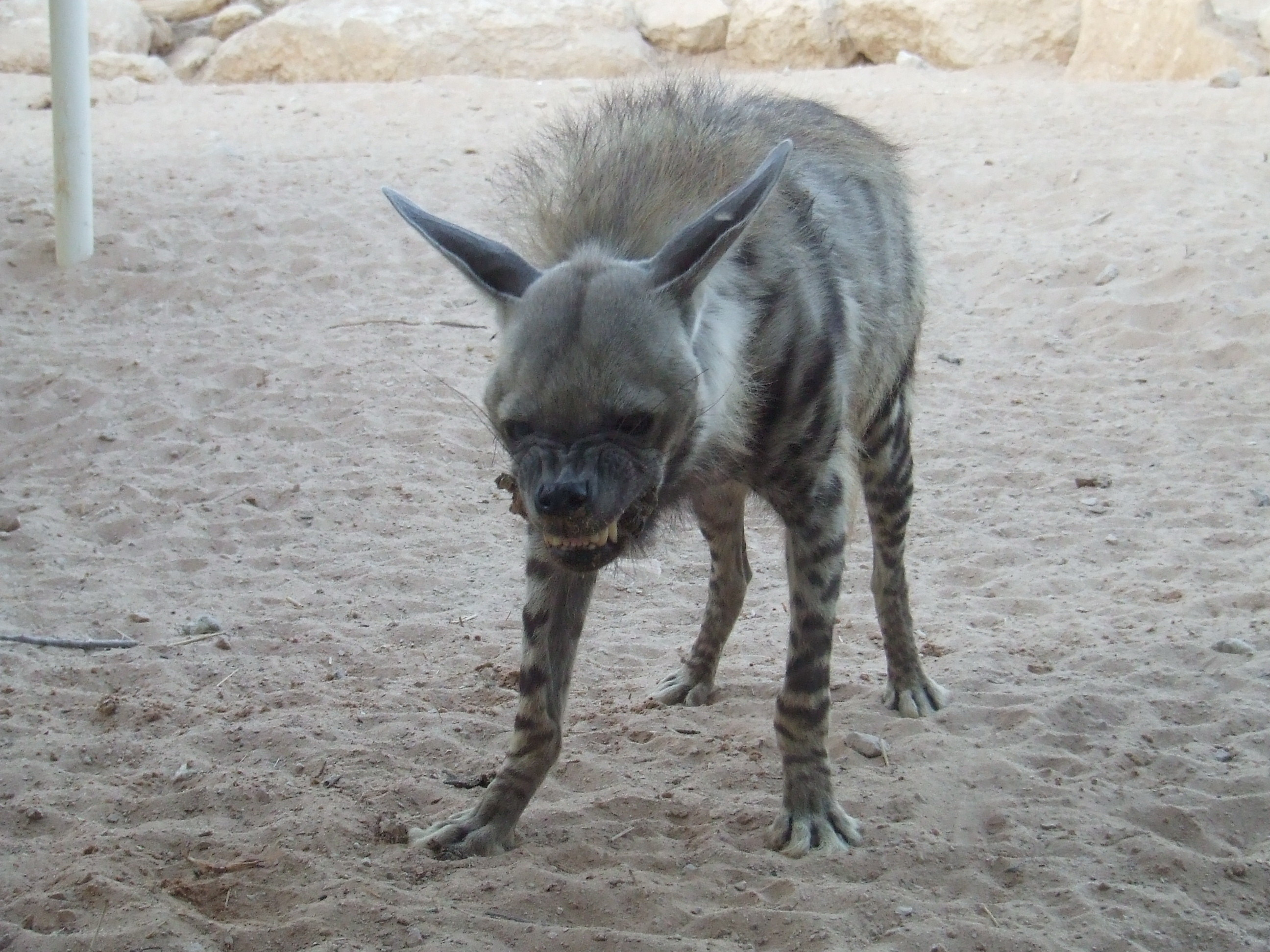
Streifenhyäne mit aufgerichteter Mähne

Streifenhyänen sind vorrangig nachtaktiv, nur bei Regen oder dichter Bewölkung begeben sie sich manchmal auch am späten Nachmittag oder am frühen Morgen auf Nahrungssuche. Möglicherweise hängt ihr Aktivitätsgrad auch von äußeren Faktoren ab, so könnten sie in dichter vom Menschen besiedelten Gebieten strikter nachtaktiv sein als in dünn besiedelten Regionen. Als Ruheplätze dienen ihnen Erdhöhlen, Felsspalten oder selbst gegrabene Baue. Baue aus der Karakum-Wüste hatten einen schmalen Eingang mit 0,7 Metern Durchmesser und erstreckten sich 4 bis 5 Meter weit, während ein in Israel untersuchter Bau 27 Meter lang war.
Über das Sozialverhalten gibt es unterschiedliche Beobachtungen, vermutlich ist es variabel. Die meisten Berichte sprechen von einzelgängerischen Tieren. In manchen Gegenden, etwa Zentralasien, schließen sich hingegen häufig ein Männchen und ein Weibchen zusammen und bilden gemeinsam mit dem Nachwuchs von mehreren Würfen Familiengruppen. Diese Paarbindungen sind relativ stabil und können über mehrere Jahre aufrechterhalten werden. Berichte aus Kenia sprechen davon, dass die Tiere zwar überwiegend einzelgängerisch leben, aber ein polyandrisches Territorialverhalten zeigen. Das bedeutet, dass sich das Revier eines Weibchens mit dem von bis zu drei Männchen überlappt. Der Überlappungsgrad der Reviere so zusammen lebender Tiere beträgt bis zu 85 %. Manchmal sind die Tiere auch beim gemeinsamen Ruhen tagsüber zu beobachten, die nächtlichen Streifzüge unternehmen sie jedoch allein. Generell reagieren weibliche Streifenhyänen sowohl in freier Wildbahn als auch in Gefangenschaft äußerst intolerant auf andere Weibchen.
Verschiedene Studien ergaben eine Reviergröße von 44 bis 82 km², dabei gibt es keine signifikanten Unterschiede zwischen den Geschlechtern. Das Territorialverhalten ist wenig ausgeprägt, die Reviere können sich mit denen von anderen Streifenhyänen überlappen. Daneben gibt es auch Beobachtungen von Tieren, die ihr Revier häufig mit dem Sekret ihrer Analdrüsen markieren. Das Drüsensekret ist gelblich bis beige gefärbt und wird an Grasbüscheln, Steinen und Baumstümpfen angebracht. Die Marken verteilen sich über das ganze Territorium und nicht nur an den Grenzen, daneben markieren sie manchmal auch Kadaver und in Gefangenschaft Futterschüsseln. Zusätzlich legen sie Gruben neben häufig begangenen Strecken an, in die sie regelmäßig defäkieren.
Bei aggressiven Begegnungen mit Artgenossen richten Streifenhyänen ihre Rückenmähne auf, wodurch sie größer erscheinen. Zusätzlich können sie ihren Schwanz heben und wie eine Flaschenbürste sträuben. Kommt es zum Kampf, versuchen die Kontrahenten, sich gegenseitig in die Kehle oder in die Beine zu beißen. Das unterlegene Tier krümmt seinen Körper, senkt seine Mähne und schwingt seinen Kopf hin und her, während der Sieger aufrecht und mit erhobener Mähne stehen bleibt. Treffen sich zwei Tiere aus derselben Gruppe, nachdem sie getrennt waren, zeigen sie wie alle Eigentlichen Hyänen ein typisches Begrüßungsverhalten. Sie beschnuppern die Nase und die Analdrüse des anderen und lecken seinen Rücken. Der Schwanz ist bei diesen Begrüßungen aufgerichtet.
Streifenhyänen sind relativ leise Tiere, die wenig Laute von sich geben. An Lauten bekannt sind ein Heulen, das Jungtiere von sich geben, ein Kreischen, das zu hören ist, wenn sie erschrecken oder von Artgenossen gejagt werden, ein langgezogenes Brüllen, das mit der Verteidigungshaltung einhergeht, und ein Knurren, das während eines Kampfes ertönt. Weithin schallende oder lachende Laute, wie sie von der Tüpfelhyäne bekannt sind, lässt die Streifenhyäne nicht erklingen.

### Nahrung

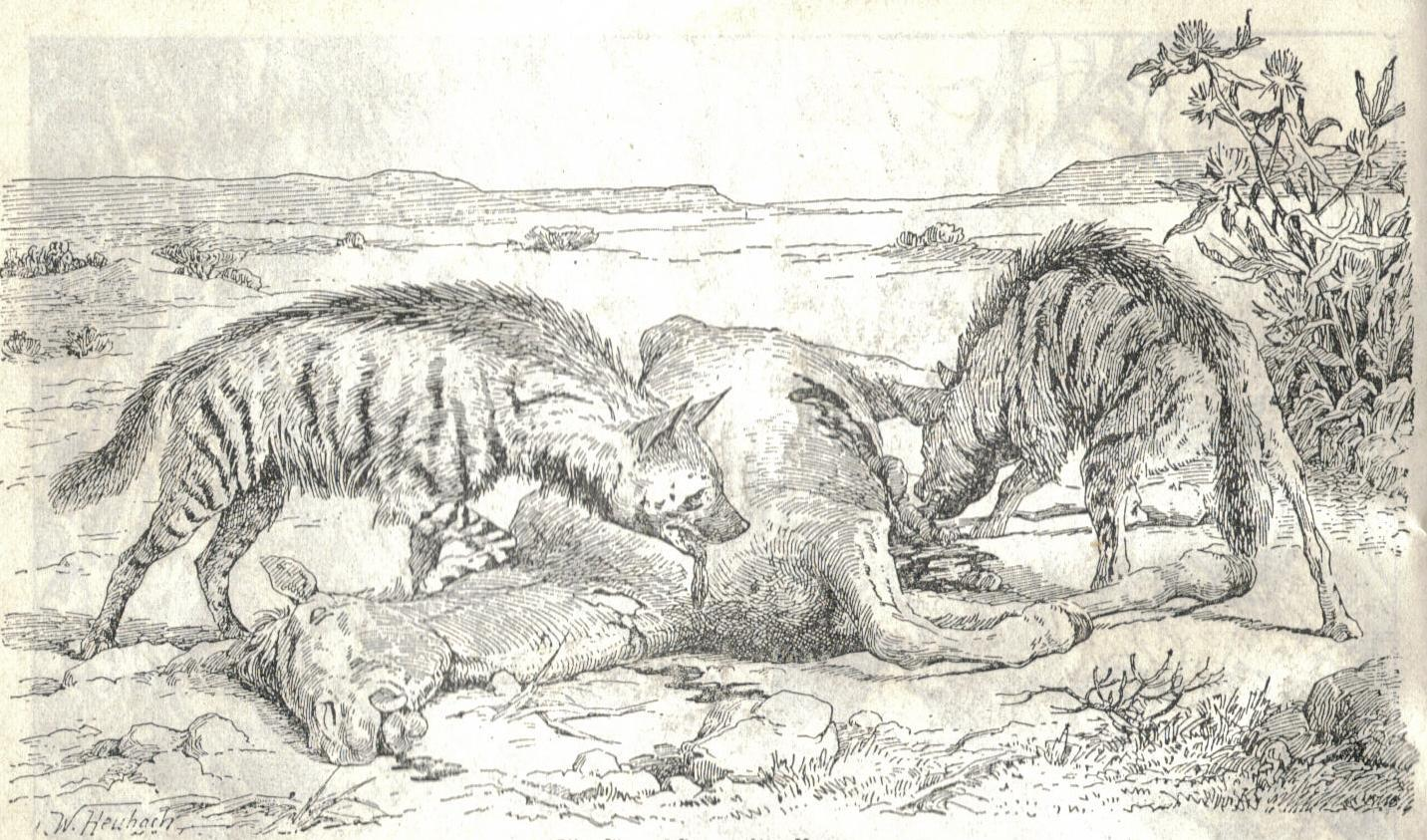
Zwei Streifenhyänen fressen den Kadaver eines Pferds – Zeichnung von Walter Heubach

Streifenhyänen sind Aasfresser, die auch selbst getötete Beutetiere und pflanzliches Material verzehren. Einen Gutteil ihrer Nahrung macht das Aas größerer Wirbeltiere aus, die von Tüpfelhyänen, Geparden, Leoparden, Löwen oder Tigern gerissen wurden. Dank ihres kräftigen Gebisses können sie dicke Knochen oder Schildkrötenpanzer zerbrechen, ihr effizientes Verdauungssystem verwertet alle Körperteile eines Tiers mit Ausnahme der Haare, der Hufe und der Hörner. Die im Aas enthaltenen bakteriellen Gifte beeinträchtigen weder ihr Verdauungs- noch ihr Immunsystem. Neben dem Aas größerer Tiere fressen sie kleine Säugetiere, Vögel, Reptilien, Insekten und andere Kleintiere. Diese erlegen sie vermutlich in den meisten Fällen selbst. Wie das Verhältnis zwischen Aas und selbst gerissenen Beutetieren in ihrer Ernährung ist und ob sie in der Lage sind, selbst größere Beutetiere zu erlegen, ist umstritten. Nach Meinung einiger Forscher könnten die größeren Streifenhyänen im Norden des Verbreitungsgebietes durchaus selbst Großtiere wie Schafe, Ziegen und Pferde jagen, die kleineren im Süden jedoch nicht. Daneben ergänzt pflanzliches Material ihren Speiseplan. So fressen sie in Afrika die Früchte der Wüstendatteln, in Zentralasien die der Ölweiden. In Israel fallen sie manchmal in Plantagen ein und verzehren Datteln und Melonen.
In der Nähe menschlicher Siedlungen bieten Mülleimer ein willkommenes Nahrungsangebot. Aus mehreren Regionen gibt es Berichte, wonach Streifenhyänen zumindest früher häufig Gräber aufgruben, um die Leichname herauszuholen und zu fressen. Auch Angriffe auf Menschen, insbesondere Kinder, kommen manchmal vor.
Streifenhyänen gehen stets einzelgängerisch auf Nahrungssuche, wenngleich sich bei einem großen Kadaver mehrere Tiere versammeln können. Bei der Nahrungssuche legen sie pro Nacht 7 bis 27 Kilometer zurück und bewegen sich dabei entweder auf deutlichen Trampelpfaden oder in einem Zickzackkurs quer durch das Gelände fort. Sie sind fähig, sich die Position eines früchtetragenden Baumes oder eines Mülleimers zu merken, und kehren auch auf anderen Routen dorthin zurück. Manchmal schleppen sie Nahrungsüberreste in ihre Baue, vermutlich um sie vor anderen Aasfressern in Sicherheit zu bringen.
Sie sind in der Lage, salzhaltiges Wasser zu trinken, decken aber ihren Flüssigkeitsbedarf häufig aus Früchten.

### Fortpflanzung
Die Paarung kann, soweit bekannt, das ganze Jahr über erfolgen, es gibt keine Anzeichen für eine Saisonalität. Über das Balzverhalten in freier Wildbahn gibt es keine Beobachtungen. Das Fortpflanzungsverhalten ist entweder promiskuitiv, das heißt, dass sich Männchen und Weibchen jeweils mit mehreren Partnern paaren, oder polyandrisch, das heißt, ein Weibchen pflanzt sich mit mehreren Männchen fort. Dabei paaren sich die Weibchen nicht nur mit den Männchen, mit denen sich ihr Revier überlappt, sondern auch mit anderen. Rund die Hälfte aller Würfe wird von mehr als einem Männchen gezeugt.
Nach einer rund 90- bis 92-tägigen Tragzeit bringt das Weibchen ein bis vier, in Gefangenschaft bis zu fünf Jungtiere zur Welt. Die Neugeborenen wiegen rund 700 Gramm, ihr Fell gleicht dem der Ausgewachsenen mit Ausnahme der fehlenden Mähne, stattdessen haben sie einen dunklen Aalstrich. Ihre Augen und Ohren sind geschlossen, und sie können kaum krabbeln, sind also weniger entwickelt als beispielsweise neugeborene Tüpfelhyänen.
Sie verbringen ihre ersten Lebenswochen im Bau der Mutter, nach fünf bis neun Tagen öffnen sich ihre Augen, nach rund zwei Wochen kommen sie erstmals ins Freie. Mit rund 30 Tagen beginnen die Geschwister eines Wurfs, miteinander zu spielen. Etwa zur gleichen Zeit nehmen sie erstmals Fleisch zu sich. Hauptsächlich die Weibchen kümmern sich um den Nachwuchs, manchmal versorgen aber auch die Männchen oder bei Familiengruppen die älteren Geschwister die Jungtiere mit Nahrung. Es dauert über ein Jahr, bis die Jungtiere endgültig entwöhnt werden, die Geschlechtsreife tritt ebenfalls im zweiten Lebensjahr ein. Das höchste bekannte Lebensalter in menschlicher Obhut betrug 24 Jahre.

## Streifenhyänen und Menschen

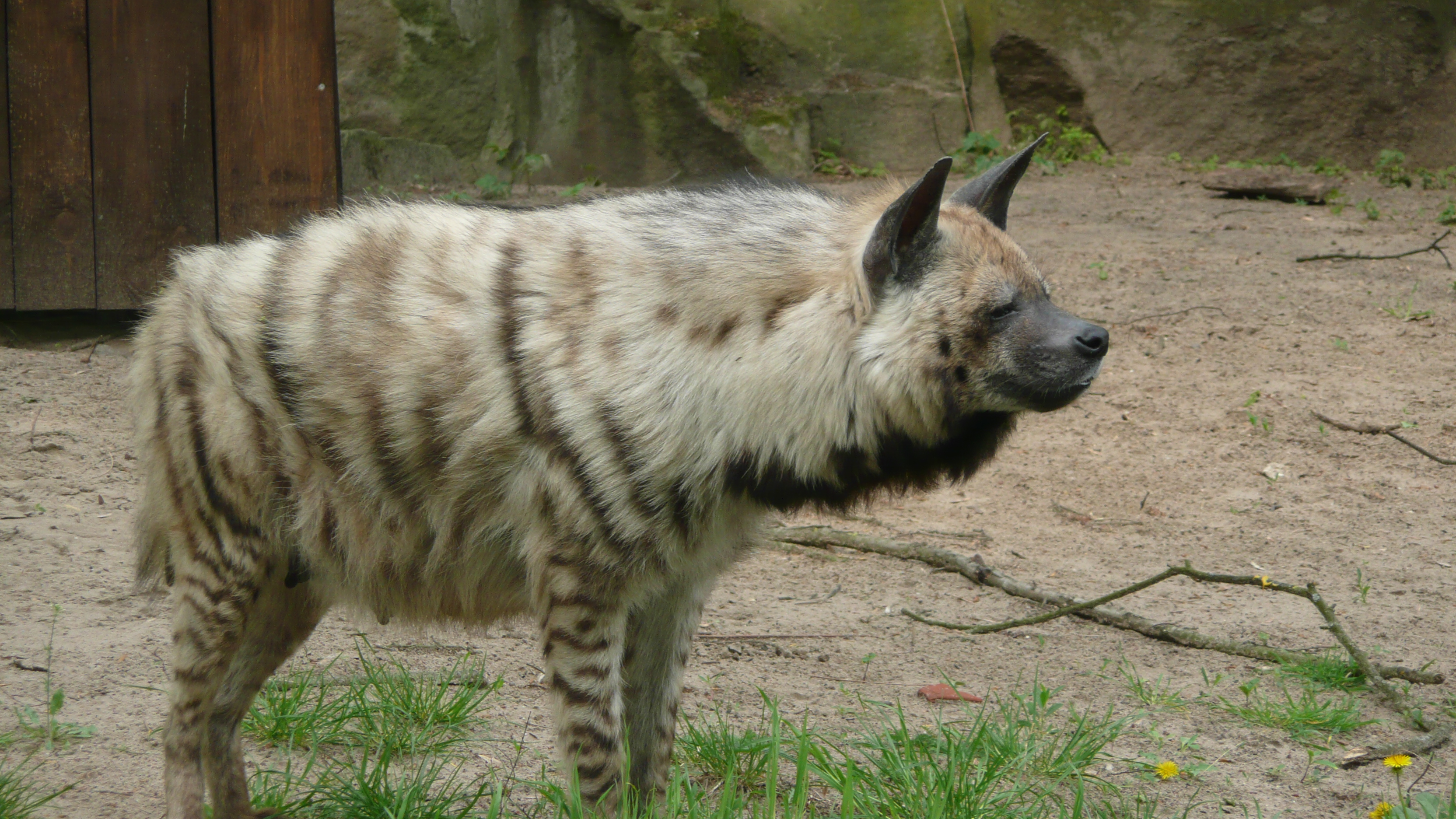
Streifenhyäne im Tierpark Berlin

In weiten Teilen ihres Verbreitungsgebietes haben Streifenhyänen einen schlechten Ruf und gelten als feige oder dumme Tiere. Es sind einige abergläubische Vorstellungen mit ihnen verbunden: In Indien wird behauptet, die Zunge der Tiere reduziere die Gefahr von Tumoren und ihr Fett sei gut gegen Rheumatismus, in Nordafrika werden ihre Haare als Talisman benutzt und das Gehirn gilt als Aphrodisiakum. Im Alten Ägypten wurden die Tiere gezähmt und zu Jagdzwecken verwendet. Daneben wurden sie dort auch gemästet und gegessen, es gibt davon bildliche Darstellungen, unter anderem auf der Mastaba von Mereruka. Diese Praxis wurde zumindest bis in die 1940er-Jahre ebenfalls von den Tuareg praktiziert. Zumindest bis in die 1970er-Jahre wurden in Afghanistan Kämpfe zwischen Haushunden und Streifenhyänen inszeniert und die Körperteile der Hyänen anschließend magischen Zwecken zugeführt.
Da sie manchmal Weidetiere reißen und wegen der zumindest unterstellten Grabschändungen und Attacken auf Menschen werden sie immer noch gejagt. Die Jagd wird häufig mit Giftködern durchgeführt, mit denen Streifenhyänen sehr leicht zu erlegen sind. Manchmal ist ihre Vergiftung auch unbeabsichtigt, so wurden sie in der Zwischenkriegszeit an der Mittelmeerküste Palästinas durch die britische Mandatsmacht ausgerottet. Ziel dieser Kampagne war eigentlich der als Überträger der Tollwut gefürchtete Goldschakal. Hinzu kommt das verminderte Nahrungsangebot durch den Bestandsrückgang der Raubtiere, sodass weniger Aas für die Hyänen anfällt. Eine weitere Gefährdung stellt der Automobilverkehr dar. Diese Gefahr wird dadurch gesteigert, dass Hyänen häufig direkt auf der Straße die Kadaver von überfahrenen Tieren fressen und dabei unvorsichtig gegenüber nachkommenden Fahrzeugen sind.
Die Bestände der Streifenhyäne gehen zurück. Ihr Verbreitungsgebiet ist heute zerstückelt und auf viele kleine, isolierte Populationen aufgeteilt. Eine vorsichtige Schätzung beziffert die weltweite Gesamtpopulation auf 5.000 bis 14.000 Tiere. Die IUCN listet die Art aufgrund der niedrigen Populationszahlen und der fortgesetzten Bejagung als „potenziell gefährdet“ (near threatened).

## Systematik
Die Streifenhyäne ist eine der vier lebenden Arten der Hyänen (Hyaenidae). Ihr nächster Verwandter und somit ihr Schwestertaxon ist die im südlichen Afrika lebende Schabrackenhyäne. Diese wird entweder in die gleiche Gattung (Hyaena) eingeordnet oder gilt als Vertreter der eigenen, nahe verwandten Gattung Parahyaena. Unterschiede zwischen den Arten liegen unter anderem im Bau der Prämolaren und anderen Details des Schädelbaus – so ist bei der Streifenhyäne der erste obere Prämolar größer, der Gaumen reicht weniger weit nach hinten und Atlas und Axis überlappen sich kürzer. Die Trennung der beiden Arten erfolgte vor rund 4,2 Millionen Jahren.
Fossil ist die Gattung Hyaena seit dem späten Pliozän überliefert, noch im Pleistozän erstreckte sich ihr Verbreitungsgebiet von den Britischen Inseln und der Iberischen Halbinsel bis China.
Anhand des großen Verbreitungsgebietes werden fünf Unterarten unterschieden: die Nominatform Hyaena hyaena hyaena aus Indien, H. h. barbara aus Nordwestafrika, H. h. syriaca aus Kleinasien und der Kaukasus-Region, H. h. dubbah aus dem östlichen Afrika und H. h. sultana aus der Arabischen Halbinsel. Die beiden letztgenannten Unterarten dubbah und sultana gelten dabei als kleine, südliche Unterarten, die den nördlichen, etwas größeren Unterarten gegenüberstehen. Insgesamt sind die Unterschiede aber nur schwach ausgeprägt, sodass anhand der derzeit vorliegenden Daten diese Einteilung in Frage gestellt werden kann.